# Madastenus nigrinotus
Madastenus nigrinotus là một loài tò vò trong họ Ichneumonidae.